# Morteza Mahjoub
Morteza Mahjoub (persa: مرتضی محجوب; nascut 20 de març de 1980) és un jugador d'escacs iranià que té el títol de Gran Mestre Internacional des del 2007.
A la llista d'Elo de la FIDE del gener de 2020, hi tenia un Elo de 2329 punts, cosa que en feia el jugador (actiu) número 30 de l'Iran. El seu màxim Elo va ser de 2546 punts, a la llista del juliol de 2010.

## Resultats destacats en competició
Fou campió de l'Iran en dues ocasions en els anys 2006 i 2009.
El 13 d'agost de 2010 va establir un nou Guinness World Record de partides simultànies en enfrontar-se a 500 oponents a Teheran. Després de 18 hores, va guanyar 397 partides, en va perdre 13 i n'entaulà 90. Aquest rècord fou batut el 21 d'octubre de 2010 per l'escaquista israelià Alik Gershon.

### Participació en olimpíades d'escacs
Mahjoub ha participat, representant l'Iran, en sis Olimpíades d'escacs entre els anys 2000 i 2010, amb el resultat de (+24=22−17), per un 55,6% de la puntuació. El seu millor resultat el va fer a les Olimpíada del 2008 en puntuar 8 de 12 (+5 =6 -1), amb el 66,7% de la puntuació, amb una performance de 2642.